# Hornersville
Hornersville är en ort i Dunklin County i Missouri. Vid 2010 års folkräkning hade Hornersville 663 invånare.